# Whiteinella
'Whiteinella es un género de foraminífero planctónico de la subfamilia Hedbergellinae, de la familia Hedbergellidae, de la superfamilia Rotaliporoidea, del suborden Globigerinina y del orden Globigerinida. Su especie tipo es Whiteinella archaeocretacea. Su rango cronoestratigráfico abarca desde el Cenomaniense medio hasta el Turoniense medio (Cretácico superior).

## Descripción
Whiteinella incluía especies con conchas trocoespiraladas, de forma discoidal-globular; sus cámaras eran globulares, creciendo en tamaño de forma gradual; sus suturas intercamerales eran rectas e incididas; su contorno era redondeando o subpoligonal, y lobulado; su periferia era redondeada a subaguda, con pseudocarena formada por pústulas (muricocarena poco desarrollada); su ombligo era amplio; su abertura era interiomarginal, umbilical-extraumbilical, en forma de arco bajo y protegida con un pórtico que se extiende hacia el ombligo; los pórticos de las aberturas de las cámaras precedentes dejan pórticos relictos en el área umbilical, pero nunca llegan a fusionarse para formar una tegilla; presentaba pared calcítica hialina, macroperforada con baja densidad de poros, y con la superficie pustulada, especialmente en las primeras cámaras.

## Discusión
Clasificaciones posteriores han incluido Whiteinella en la superfamilia Globigerinoidea. Algunas clasificaciones lo han incluido en la subfamilia Brittonellinae. Otras clasificaciones lo han incluido en la subfamilia Marginotruncaninae de la familia Marginotruncanidae.

## Paleoecología
Whiteinella incluía foraminíferos con un modo de vida planctónico, de distribución latitudinal cosmopolita, preferentemente tropical-subtropical, y habitantes pelágicos de aguas intermedias (medio mesopelágico superior).

## Clasificación
Whiteinella incluye a las siguientes especies:
- Whiteinella aprica †
- Whiteinella archaeocretacea †
- Whiteinella baltica †
- Whiteinella brittonensis †
- Whiteinella inornata †
- Whiteinella paradubia †

Otras especies consideradas en Whiteinella son:
- Whiteinella angladae †
- Whiteinella bulbosa †
- Whiteinella centennialensis †
- Whiteinella gandolfii †
- Whiteinella hessi †
- Whiteinella kingi †
- Whiteinella loetterlei †, de posición genérica incierta
- Whiteinella pilula †
- Whiteinella praehelvetica †
- Whiteinella sigali †